# 215 f.Kr.
| 215 f.Kr.          |
| ------------------ |
| Dødsfald - Fødsler |
|                    |

## Født
- Kleopatra 1. Syra prinsesse fra Seleukiderriget og dronning af det ptolemeiske Egypten